# 天上母親
在某些宗教的神話中，天上母親是天上父親的妻子，或者是天上父親的女性版本對應概念。多個宗教都在某種程度上構建了有關天上母親的教義。

## 異教
不少異教的神話中都有天上母親這種人物。

### 迦南教
在迦南教神話中， 阿瑟拉神是百神之王埃爾神的妻子，其被稱為百神之后。

### 埃及教
在埃及教神話中，統掌天空的女性神祇努特神有時被稱「母親」，祂被認為是掌管陸地的男性神祇蓋布神的妻子。

### 希臘教
在希臘教神話中，赫拉神是衆神之王宙斯神的妻子，被稱為衆神之后。

### 羅馬教
在羅馬教神話中，茱諾神是衆神之王朱庇特神的妻子，被稱為衆神之后，其形象很大程度上取自於希臘教神話中 赫拉神 的形象。

## 亞伯拉罕諸教
亞伯拉罕諸教因認同一神論而強烈反對帶有多神論色彩的偶像崇拜，但當中仍有部份宗教的教義中擁有與天上母親類似的概念。

### 以法蓮教
猶太教的前身 以法蓮教 當中曾經多次出現對被稱為天之元(queen of heavens)的亞舍拉神的崇拜。在希伯來教（與迦南教共享同一個神話體系的多神論宗教，後來演變為單神論宗教 耶舒倫教 ，一段時間後 演變為獨神論宗教 以法蓮教 ）仍未消亡的時期，亞舍拉神早已被視為雅赫維神（該神衹的形象後來被吸收成為耶舒倫教所崇信的上主形象的一部份）的配偶，這種行為經常被記載於《塔納赫》上。古猶太教聖典《希伯來聖經》多次記載上主所差遣的先知斥責亞舍拉神的崇拜者。對亞舍拉神的崇拜在猶太教興起後被徹底剷除。

### 天主教
天主教教義中的中心人物 耶書亞辣比 的母親 瑪麗亞 被視為最重要的聖徒之一，天主教稱其為聖母瑪麗亞，與聖父若瑟並列，是天主所揀選的婦人。此外, 根據三位一體論，耶穌基督是天主之子，因此, 天主教賦予聖母瑪麗亞「天主之母」的稱號。希臘正教教內的異端教派  聶斯托留派 反對此一做法，僅稱聖母瑪麗亞為「基督之母」，被天主教的前身 羅馬公教 視為異端邪説。天主教不少信奉者把聖母瑪麗亞稱為天之母后(Queen of Heaven)。

### 拜上帝教
拜上帝教宣稱天父耶火華及天兄耶蘇擁有許多妻妾，並且宣稱如果現今仍為凡人的妃嬪虔誠度日，那麼她們在去世之後便可以成為天父耶火華的妻妾下並得以侍奉皇上帝爺火華。

### 上帝的敎會世界福音宣教協會
上帝的敎會世界福音宣教協會的前身是更正教的其中一個教會 基督復臨安息日會 前任會牧安商洪司牧所創立的宗教  上帝的敎會耶穌見證人會 。上帝的敎會世界福音宣教協會宣稱其開創者安商洪教首是再臨基督，理由是他被認為實現了基督教聖典《聖經》當中的所有預言，並且宣稱《舊約》和《新約》分別暗示一位婦女張吉子女士是父親上帝的妻子和天上的新耶路撒冷母親，因此, 該宗教稱其為母親上帝。 其前身同為 上帝的敎會耶穌見證人會 的 新約逾越節上帝的敎會 猛烈地批駁此一觀點，認為上帝的敎會世界福音宣教協會曲解了安商洪教首所給予的教誨。更正教長老會整合委員會委員長崔宜學司牧則在一次神學研討會上以一篇篇幅頗長的演説嚴厲地駁斥了上帝的敎會世界福音宣教協會所提出的各個説法。